# فرودگاه آبی نستور فالز
فرودگاه آبی نستور فالز (به انگلیسی: Nestor Falls Water Aerodrome) یک فرودگاه همگانی است که یک باند فرود آب دارد. این فرودگاه در شهر نستور فالز کشور کانادا قرار دارد و در ارتفاع ۳۲۸ متری از سطح دریا واقع شده است.